# Digitus (narzędzie liturgiczne)
Digitus – rodzaj wskaźnika mszalnego, używanego podczas liturgii rytu rzymskiego aż do reformy liturgicznej wprowadzonej w życie po Soborze watykańskim II w latach 60. dwudziestego wieku.

## Wygląd
Digitus to kunsztownie wykonany, mający około 20 cm długości wskaźnik zakończony najczęściej zminiaturyzowaną imitacją ludzkiej dłoni z wyprostowanym palcem wskazującym. Jest on identyczny z przyrządem liturgicznym o nazwie jad używanym w judaizmie podczas czytania fragmentów Tory.

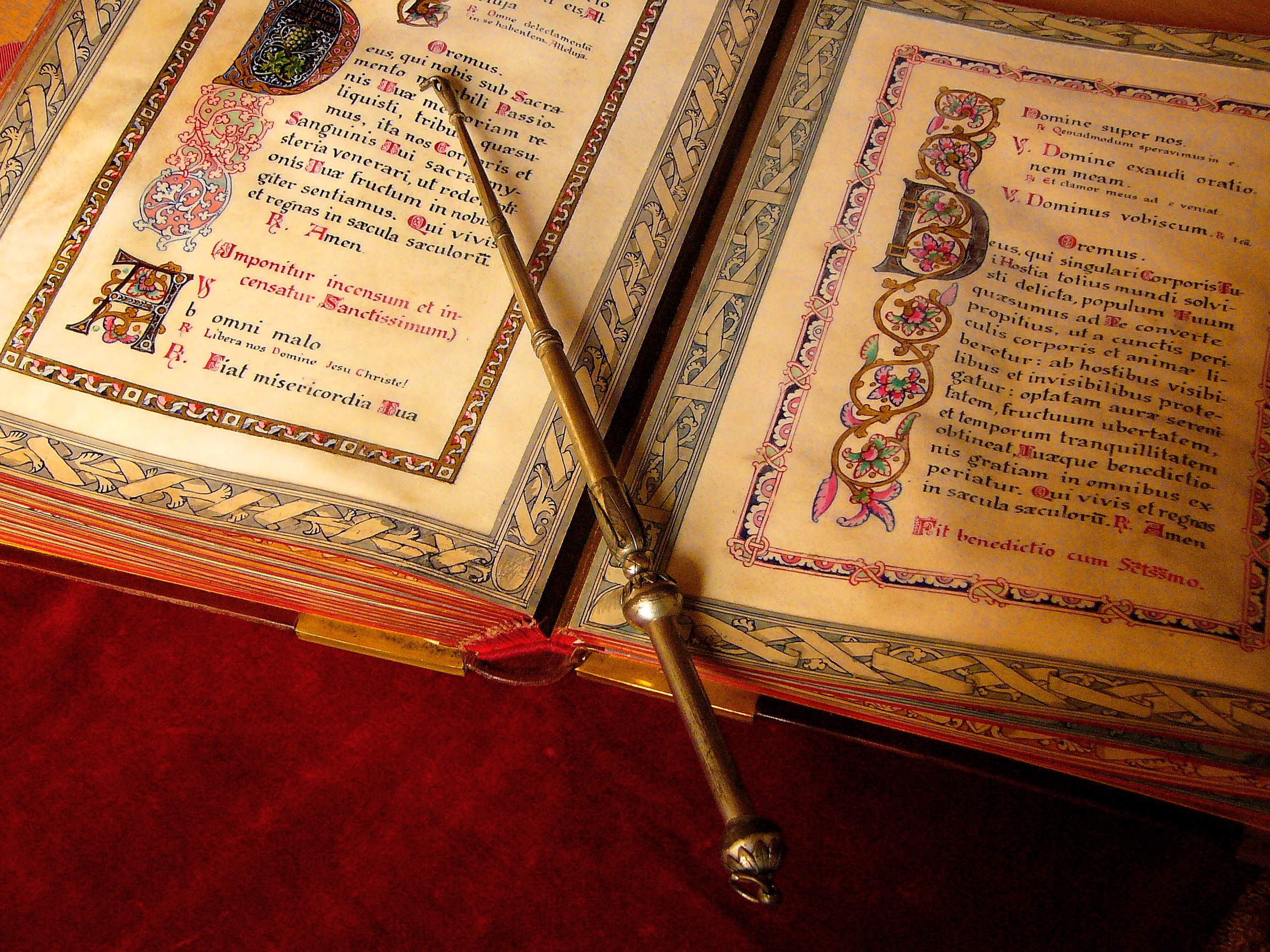
Digitus leżący na ewangeliarzu łacińskim

## Zastosowanie
Celem używania digitusa było wskazywanie celebransowi mszy św. tekstu w mszale, który miał zostać jako następny odczytany. Pomagało to w szybszej orientacji, jako że strony ksiąg liturgicznych były zazwyczaj drukowane dwukolumnowo. Do tego dochodziły teksty modlitw, jak np. wspomnienie tajemnicy dnia, które znajdowały się w innych częściach mszału.
Digitus znajdował użycie jedynie podczas mszy pontyfikalnej nadzwyczajnej formy rytu rzymskiego aż do reformy liturgii lat 60. XX w. Kiedy biskup na początku liturgii eucharystycznej zbliżał się do ołtarza, miał u swego lewego boku odzianego w kapę asystenta (łac.: Presbyter assistens). Ten to asystent wskazywał digitusem celebransowi aż do zakończenia mszy teksty, które miały zostać odczytane.